# ميركو شاريتش
ميركو شاريتش (بالإسبانية: Mirko Saric)‏ هو لاعب كرة قدم أرجنتيني، ولد في 6 يونيو 1978 في بوينس آيرس في الأرجنتين، وتوفي في 4 أبريل 2000. لعب مع نادي سان لورينزو.